# 1330
| [ Edytuj tabelę ]                          |                                                                           |
| Król Polski                                | - 1320 Władysław I Łokietek 1333                                          |
| Król Albanii                               | - 1301 Filip I 1332                                                       |
| Współksiążęta Andory                       | - 1326 Arnau de Llordà 1341 - 1315 Gaston II 1343                         |
| Król Angkoru                               | - 1327 Dżajawarman IX 1336                                                |
| Król Anglii                                | - 1327 Edward III 1377                                                    |
| Król Aragonii i Walencji, hrabia Barcelony | - 1327 Alfons IV Łagodny 1336                                             |
| Władca Azteków                             | - 1325 Tenoch 1376                                                        |
| Margrabia Brandenburgii                    | - 1320 Ludwik 1351                                                        |
| Książę Burgundii                           | - 1315 Eudes IV 1349                                                      |
| Książę Dolnej Bawarii                      | - 1309 Otto IV 1334 - 1309 Henryk XIV Bawarski 1339 - 1312 Henryk XV 1333 |
| Książę Górnej Bawarii                      | - 1294 Ludwik III 1340                                                    |
| Cesarz Bizancjum                           | - 1328 Andronik III Paleolog 1341                                         |
| Car Bułgarii                               | - 1323 Michał III Szyszman 1330 - 1330 Iwan Stefan 1331                   |
| Cesarz Chin                                | - 1329 Wenzong 1332                                                       |
| Król Cypru                                 | - 1324 Hugo IV 1359                                                       |
| Król Czech                                 | - 1310 Jan Luksemburski 1346                                              |
| Król Danii                                 | - 1329 Krzysztof II 1332                                                  |
| Władca Egiptu                              | - 1310 An-Nasir Muhammad 1341                                             |
| Cesarz Etiopii                             | - 1314 Amde Tsyjon I 1344                                                 |
| Król Francji                               | - 1328 Filip VI 1350                                                      |
| Król Gruzji                                | - 1314 Jerzy V Wspaniały 1346                                             |
| Hrabia Holandii                            | - 1304 Wilhelm III 1337                                                   |
| Cesarz Japonii                             | - 1318 Go-Daigo 1339                                                      |
| Kalif                                      | - 1302 Al-Mustakfi I 1340                                                 |
| Król Kastylii i Leónu                      | - 1312 Alfons XI 1350                                                     |
| Patriarcha Konstantynopola                 | - 1323 Izajasz 1334                                                       |
| Władca Korei                               | - 1313 Ch’ungsuk 1330 - 1330 Ch’unghye 1332                               |
| Wielki książę litewski                     | - 1316 Giedymin 1341                                                      |
| Cesarz Majapahitu                          | - 1328 Tribhuwana Widżajatunggadewi 1350                                  |
| Sułtan Maroka                              | - 1310 Abu Said Usman II 1331                                             |
| Książę Mediolanu                           | - 1329 Luchino 1339                                                       |
| Wielki książę moskiewski                   | - 1328 Iwan I Kalita 1340                                                 |
| Król Nawarry                               | - 1328 Joanna II z Nawarry i Filip z Évreux 1342                          |
| Król Norwegii                              | - 1319 Magnus Eriksson 1355                                               |
| Hrabia Palatynatu                          | - 1327 Rudolf II Wittelsbach 1353                                         |
| Papież                                     | - 1316 Jan XXII 1334 - 1328 Mikołaj V (antypapież) 1330                   |
| Król Portugalii                            | - 1325 Alfons IV 1357                                                     |
| Książę Rusi halickiej                      | - 1323 Jerzy II 1340                                                      |
| Cesarz Rzymski (niemiecki)                 | - 1314 Ludwik IV Bawarski 1347                                            |
| Książę Saksonii                            | - 1298 Rudolf I 1356                                                      |
| Król Serbii                                | - 1321 Stefan Urosz III 1331                                              |
| Król Szkocji                               | - 1329 Dawid II Bruce 1371                                                |
| Król Szwecji                               | - 1319 Magnus Eriksson 1363                                               |
| Sułtan Turków                              | - 1324 Orchan 1360                                                        |
| Doża Wenecji                               | - 1328 Francesco Dandolo 1339                                             |
| Król Węgier                                | - 1308 Karol Robert 1342                                                  |
| Wielki mistrz zakonu krzyżackiego          | - 1324 Werner von Orseln 1330                                             |

Rok 1330 / MCCCXXX
stulecia: XIII wiek ~
XIV wiek ~
XV wiek

lata: 1320 «
1325 «
1326 «
1327 «
1328 «
1329 «
1330
» 1331
» 1332
» 1333
» 1334
» 1335
» 1340

## Wydarzenia w Polsce
- 14 lutego – nastąpiła lokacja wsi Aldevelt (Altefelde) czyli nadanie praw wiejskich przez dzierzgońskiego mistrza zakonu krzyżackiego Luthra z Brunszwiku.
- 7 marca – Tarnów otrzymał prawa miejskie, nadał je król Władysław Łokietek.
- 12 maja – wojna polsko-krzyżacka: wojska zakonne zdobyły i zburzyły Wyszogród Kujawski.
- 17 czerwca – wojna polsko-krzyżacka: wojska krzyżackie zdobyły i spaliły Nakło nad Notecią; zginęło 66 osób.
- 5 lipca – wojna polsko-krzyżacka: wojska zakonne po ośmiodniowym oblężeniu zdobyły gród biskupi w Raciążku, gdzie przechowywano w nim m.in. skarbiec katedry włocławskiej.
- wrzesień – wojna polsko-krzyżacka: Władysław Łokietek obległ krzyżacki zamek w Kowalewie Pomorskim.
- 18 października – wojna polsko-krzyżacka: król Władysław Łokietek zawarł z Krzyżakami siedmiomiesięczny rozejm pod zamkiem w Lipienku na ziemi chełmińskiej.
- Kazimierz Wielki odwiedził Jaworzno.

## Wydarzenia na świecie
- 17 kwietnia – zamach Felicjana Zacha na Karola Roberta
- 28 kwietnia – został założony klasztor benedyktynów w Ettal w Bawarii.
- 9 listopada – rozpoczęła się bitwa pod Posadą, w której hospodar wołoski Basarab I rozgromił wojska króla Węgier Karola Roberta.
- Bitwa pod Velbudem.

## Urodzili się
- Nicolas Flamel (1330–1418) – francuski alchemik, prawnik i pisarz przysięgły

## Zmarli
- 13 stycznia – Fryderyk III Piękny, książę Austrii i Styrii (ur. 1289)
- 9 kwietnia – Otto II Surowy, książę Lüneberga z dynastii Welfów (ur. ok. 1266)
- 17 kwietnia – Felicjan Zach, możnowładca węgierski (ur. ?)
- 3 maja – Aleksy II, cesarz Trapezuntu (ur. 1282)
- 28 lipca – Michał III Szyszman, car Bułgarii (ur. 1275/1280)
- 28 września – Elżbieta Przemyślidka, królowa Czech (ur. 1292)
- 18 listopada – Werner von Orseln, wielki mistrz zakonu krzyżackiego (ur. ok. 1280)
- data dzienna nieznana:
  - Wilhelm II, biskup kamieński (ur. ?)